# エダウチオオバコ
エダウチオオバコ（枝打大葉子, Plantago psyllium L.）は、オオバコ科オオバコ属の一年草。ヨーロッパから西アジア地域原産の一年草。花期は晩春から初夏。
種子、種皮は薬として用いられる。生薬として用いる場合は種小名のサイリウムで呼ばれることもある。欧米では緩下剤として用いられる。